# Золотая Царицына палата
Золотая Царицына палата — дворцовая постройка XV—XVI веков в Московском Кремле (первоначально — часть Постельных хором великого князя Ивана III), главный приёмный зал Ирины Годуновой и всех последующих русских цариц допетровского времени. В интерьере палаты сохранились фрески конца XVI века.

## История и описание

### Строительство
Золотая Царицына палата была построена на рубеже XV—XVI веков как часть дворцового комплекса великого князя Ивана III. В историографии памятников Московского Кремля XIX—XX веков встречается ошибочная датировка постройки палаты — 1620-е годы. Исследовательские работы группы специалистов Центральных научно-реставрационных проектных мастерских под руководством Бориса Альтшуллера на объектах древней части Кремлёвского дворца установили, что возведение каменного дворца началось в 1487 году с закладки архитектором Марко Фрязиным Грановитой палаты. Основная часть дворца была возведена Алоизио да Каркано в 1499—1508 годах и состояла из трёх частей: парадных Средней Золотой и Грановитой палат, Набережных палат — с юга, и жилого крыла — с севера. Сохранившийся до настоящего времени второй этаж северного крыла представлял собой монолитный блок из девяти каменных палат, который со стороны Соборной площади замыкала Золотая Царицына палата, которая, таким образом, датируется 1499—1508 годами.

### Происхождение названия
В XVI—XVII веках палату, входившую в женскую половину дворца, именовали различно: «Наугольная от Пречистой», «палата царицы Ирины», «Меньшая Золотая Палата» (в отличие от Средней Золотой и Большой Грановитой), и Золотая Царицына. Прилагательное «золотая» в именовании парадных палат дворца (Средняя Золотая палата, Золотая Царицына палата) производилось от предположительно существовавших в них золотофонных росписей, такого мнения в частности придерживался Иван Забелин. Современные исследования указывают, что нет никаких убедительных сведений о наличии золочёных фонов росписей по сводчатым потолкам данных построек. В то же время в ходе натурных исследований были обнаружены следы кессонированных деревянных потолков у палат северного крыла, украшенных росписью и позолотой. На основании этого была выдвинута гипотеза, что термин «Золотая» в названии парадных палат появился от изначально существовавших в них позолоченных кессонированных потолков.

### Палата в дворцовом пространстве
Впервые Царицына палата упоминалась под именем «Наугольной» в 1526 году, при описании свадебной церемонии великого князя Василия III с Еленой Глинской. Назначение помещения при этом не указывалось. В XIX веке историк Иван Снегирёв предположил, что палата относилась к комплексу митрополичьего двора, поскольку соседствовала с церковью Ризположения, являвшейся частью этого двора до возведения резиденции патриарха Никона. Снегирёв считал, что именно эта палата фигурировала в источниках XVI века в качестве «Святительской» при описаниях церемониала митрополичьего двора. Однако большинство исследователей дворца, в частности Иван Забелин и Фёдор Рихтер, отвергли эту гипотезу, поскольку закрытый образ княжеской жизни не допускал такого близкого соседства даже с митрополичьими покоями.
Наиболее распространённой является точка зрения, что палаты северного крыла принадлежали к женской половине государева двора, учитывая их близость к церкви Рождества Богородицы, возведённой в 1393 году княгиней Евдокией Донской на месте древней деревянной церкви во имя Воскрешения Лазаря (от каменной постройки конца XIV века сохранилась только нижняя часть). Данная церковь отмечала место расположения теремов великой княгини и, предположительно, служила для неё домовым храмом. Тем не менее, нет никаких достоверных данных, которые могли бы определить место палаты в церемониале и повседневной жизни государева двора до 1580-х годов.
Достоверно известно, что палата стала тронным залом цариц лишь со времени Ирины Годуновой. Во второй половине 1580-х годов палата была перестроена и расписана фресками. В палате государыня принимала иноземных особ, представителей высшего духовенства и приближённых боярынь.
С воцарением Романовых палата сохранила тронный статус: она всё чаще упоминалась в документах, связанных с повседневной жизнью царского двора. Помимо официальных церемоний по случаю государственных и церковных праздников, в палате давались столы, связанные с важными в жизни царской семьи событиями. Здесь бывали родинные, крестинные и именинные столы, когда царица принимала поздравления от царя, царевичей, бояр, прочих придворных чинов и посадских людей и жаловала их в присутствии царя имениными пирогами и допускала к руке. По старинному обычаю, 
являясь во дворец с поздравлениями по случаю рождения царевичей и царевен, "люди всех чинов и сословий" подносили
новорожденным «на зубок» какой-нибудь подарок. Это могла быть икона или другая святыня, серебряный кубок, соболя, дорогие ткани: бархат, атлас и объярь. Здесь же царица принимала патриарха и прочих служителей церкви.
В 1635—1636 годах над Золотой Царицыной палатой был возведён Верхоспасский собор, а вдоль её южного фасада прошла галерея. В 1683 году, спустя два года после реконструкции этого собора Осипом Старцевым, свод Царицыной палаты был укреплён двумя огромными поставленными крест-накрест арками-перететивьями с вызолоченными железными связями, в результате чего её интерьер приобрёл столь своеобразный вид.
В правление Петра I Золотая Царицына палата была обращена в кладовую. Возобновили её лишь к коронации Павла I в 1796 году, о чём свидетельствует надпись на своде.
В 1838—1849 гг., при строительстве Большого Кремлёвского дворца палата была отреставрирована.

### Фасады
В настоящее время палата со всех сторон обстроена и для обозрения доступен только её восточный фасад, выходящий в проезд между Грановитой палатой и церковью Ризположения. Три уцелевших окна этого фасада имеют полуциркулярные завершения; над боковыми находятся венки из пальметок, а большее по размеру среднее окаймлено фигурным валиком. Ренессансный антаблемент включал ряды иоников, консолей с пальметтами, аканта, бусин и сухариков; фрагменты этого антаблемента сохранились на северном и восточном фасадах. Оконные наличники южного фасада, когда-то выходившего на Постельное крыльцо, а теперь в интерьер Владимирского зала, украшены затейливой резьбой по белому камню. Одно из этих окон двойное. 

### Интерьер
По воспоминанию архиепископа Арсения Элассонского, посетившего палату в 1589 году, она была очень богато и изящно украшена. Стены и коробовые своды с распалубками были покрыты чистым золотом и удивительным образом отражали произносимые звуки. На стенах были изображены растительные узоры, деревья, виноградные кисти, а также разные птицы. Посреди свода находился лев, державший в зубах змею, с середины которой спускалось множество подсвечников, украшенных драгоценными камнями и жемчугом и искусно сплетённых наподобие корзин. Арсений особо отмечает восхитившие его многочисленные мозаики с изображением событий и лиц священной истории. Все эти изображения были покрыты изящными окладами, венцами и украшены драгоценными камнями. Всё это богатое убранство было утрачено при разграблении палаты в Смутное время.
Удивившая Арсения акустика объясняется хорошо известным древнерусским мастерам строительным приёмом. При исследовании палаты в XX веке на её своде были обнаружены хорошо сохранившиеся, поставленные тесно друг к другу горшки, скреплённые кирпичной крошкой на извести (их высота около 40 см, наибольший диаметр 25 см); этот строительный приём, употреблявшийся в XV—XVI веках, был призван уменьшить нагрузку на своды.
Фрески палаты выполнены в конце 1580-х годов, впоследствии — в XVII, XVIII веках и позднее — неоднократно поновлялись. Они уникальны по содержанию и соответствуют назначению помещения. На стенах помещены изображения женщин-правительниц: византийских императриц Ирины и Феодоры, грузинской царицы Динары (Тамары), русской княгини Ольги. Показаны также сюжеты из истории христианства, и среди них — изображение императора Константина и его матери Елены. По батальным сценам на северной стене, изображающим деяния царицы Динары, установлено, что первоначальная роспись была полихромной, лишь части нимбов и фона были позолочены. Реставрация стенописи производилась в 1920-х и 1947 годах.
С запада к палате примыкают большие сени (так называемая 'Жилецкая палата', где в старину дежурила дворцовая стража, именовавшая 'жильцами'). Половина этого помещения была отчуждена перегородкой, вероятно, в XVIII веке. В сенях сохранился изящный ренессансный портал, оформляющий парадный вход в Царицыну палату. Его рельефная резьба изображает цветы и травы, главным образом завитки аканта.